# Epigrafika
Epigrafika (epigrafija) je pomoćna disciplina povijesne znanosti, arheologije i povijesti umjetnosti koja proučava pisma na tvrdim podlogama kao što su kamen, glina, keramika, metal, drvo i slično. Prema pismu koje proučava dijeli se na grčku, latinsku, ćiriličnu, glagoljsku, hebrejsku i druge, a prema kronološkom kriteriju dijeli se na antičku, ranokršćansku, srednjovjekovnu i druge.

## Vanjske poveznice
Mrežna mjesta
- epigrafika Hrvatska enciklopedija